# Decimus Iunius Iuvenalis
Decimus Iunius Iuvenalis, röviden csak Iuvenalis vagy Juvenalis (Aquinum, 50/60 körül – 130 körül) római költő, a római irodalom három nagy szatíraírójának (Horatius, Persius, Iuvenalis) egyike.

## Élete
Gazdag libertinus család sarjaként, jó nevelésben részesülve szerezte meg nagy műveltségét. A 80-as években katonáskodhatott, a 90-es években ügyvédi gyakorlatot folytatott. Egyes feltételezések szerint élete végét száműzetésben töltötte.

## Szatírái

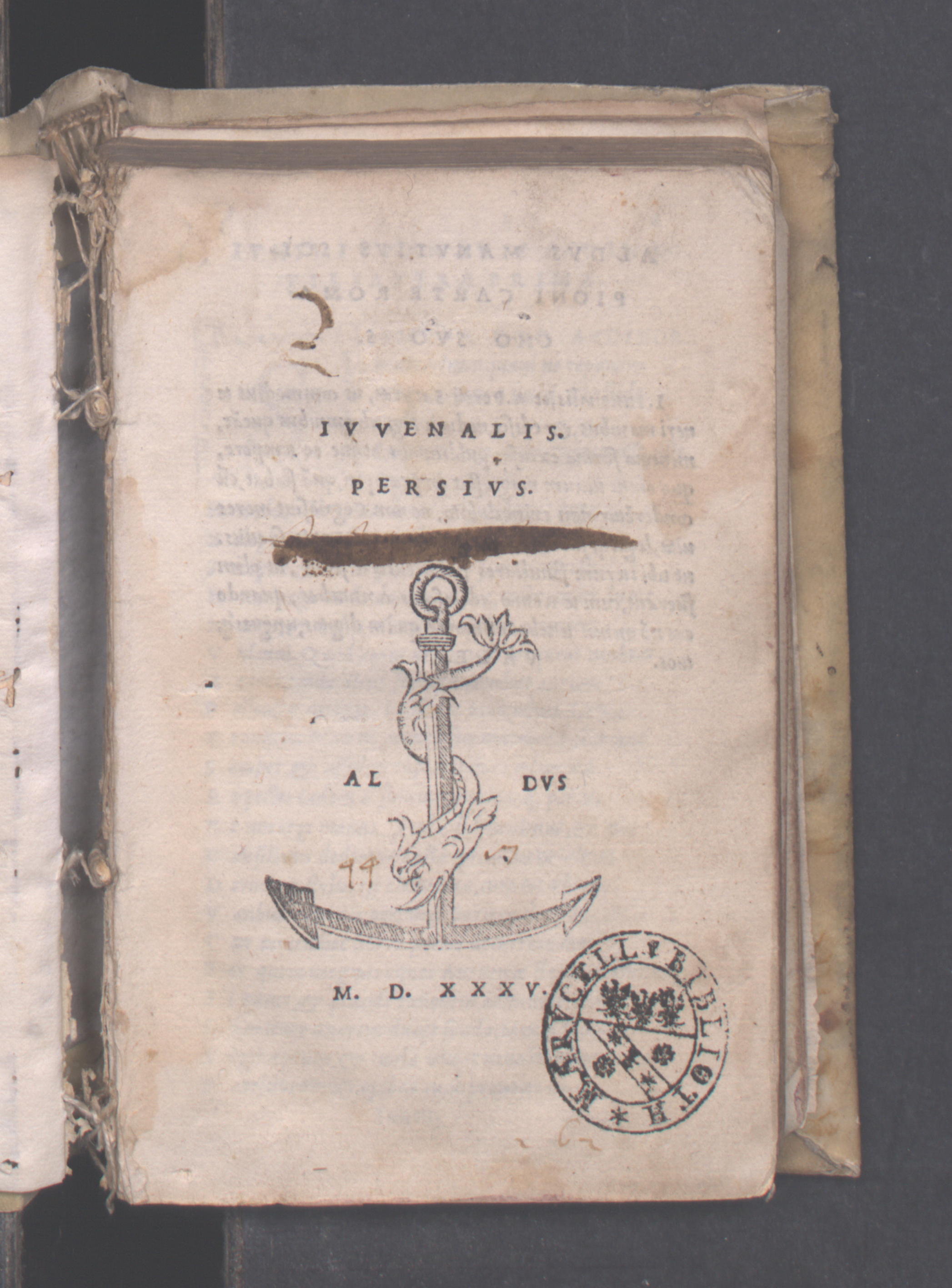
Saturae, 1535

Szatíraíró tevékenységét viszonylag későn kezdte, első szatíráját 100 után írhatta.
A római szatíra hagyományait követi: Lucilius, Horatius, Lucretius, Persius és Martialis hatása is kimutatható.
Stílusa változatos, sokrétű. Szóválasztásával, szóképeivel, retorikai eszközökkel éri el a kívánt hatást. Éles megfigyelőképesség, pontos történelmi háttérfestés és erős, szinte könyörtelen realizmus jellemzi. A kezdetben dühös, ostorozó hangvételt az idő múlásával Iuvenalis szatíráiban egyre szelídebb váltotta fel.
Műveit csupán a császárkor vége felé vették elő újra, de merő szórakoztatás céljából olvasták csupán. A tanító hangvétel, az etikai és filozófiai reflexió eredményeként azonban a középkor Iuvenalisban a poeta ethicust értékelte. Számos szókapcsolata máig szállóigeként él, mint például a „Quis custodiet ipsos custodes?” – „Ki őrzi az őrzőket?” vagy a „Mens sana in corpore sano” – „Ép testben ép lélek”, illetve a „Panem et circenses” – „Kenyeret és cirkuszt”.
Egy-egy szatírája több témát is érint, de mindegyiknek van valami fő témája.
1. A szatíraírásról
2. A homoszexualitásról
3. Róma gonosz erkölcsei
4. A nagy rhombushal
5. A kisember megalázása
6. Szatíra a nők ellen
7. A szellemi dolgozók nyomora Rómában
8. Az igazi nemesség
9. Az effeminált Naevolus ellen, aki pénzért árulja szerelmét, de pénz helyett csak ócska ajándékokat kap
10. Miért imádkozzunk az istenekhez?
11. A pazarló fényűzés ellen
12. Örökségvadászok ellen
13. A rossz lelkiismeret
14. A nevelésről
15. Emberevés Egyiptomban
16. A katonáskodás előnyei

## Magyarul
- Junius D. Juvenalis szatírái; ford., jegyz. Kis János; Trattner Ny., Pest, 1825
- Satirae. Junius Decimus Juvenalis Satírái; ford., jegyz. Barna Ignác; Tettey, Bp., 1876
- Saturae. Decimus Iunius Iuvenalis szatírái; ford., jegyz. Muraközy Gyula, bev. Horváth István Károly; Akadémiai, Bp., 1964 (Görög és latin írók)
- Persius és Iuvenalis: Szatírák; ford. Muraközy Gyula, utószó Hegyi György; Európa, Bp., 1977 (Az ókori irodalom kiskönyvtára)

## Szakirodalom
- Leffler Sámuel: Római irodalomtörténet – A középiskolák felsőbb osztályai számára és a művelt közönség használatára, Lampel Róbert (Wodianer F. és Fiai) Cs. és Kir. könyvkereskedése, Budapest, 1903, 169–171. o.
- Sebestyén Károly: A római irodalom története – szemelvényekkel magyar írók latin műfordításaiból, Lampel Róbert (Wodianer F. és Fiai) Cs. és Kir. Udvari Könyvkereskedés Kiadása, 1902, 143–144. o.